# Carmen Nozal
Carmen Nozal (Gijón, Asturias, España, 30 de noviembre de 1964) es una poeta y promotora cultural hispanomexicana.
Desde inicio de su carrera, Nozal se ha dedicado a la literatura, destacándose en el género poético. Su obra ha sido publicada en diversas editoriales y ha participado en festivales nacionales e internacionales de literatura. Su poesía ha sido descrita como una exploración de la identidad y la justicia social, con una fuerte influencia del misticismo y la filosofía contemporánea.

## Trayectoria
Carmen Nozal proviene de una familia sobreviviente de la Guerra Civil Española en la que convivían miembros de diversas ideologías políticas.  Desde 1986 reside en la Ciudad de México. Es licenciada en Lengua y Literaturas Hispánicas por la Univerdad Nacional Autónoma de México y egresada de la Escuela de Escritores de la Sociedad General de Escritores de México.
Su obra ha sido incluida en la Gran Enciclopedia Asturiana y en más de cuarenta antologías de México y otros países. Su poesía ha sido traducida al inglés, francés, italiano, portugués, alemán, bable, gallego, griego y serbio. Ha impartido clases y talleres literarios en instituciones como la Universidad Nacional Autónoma de México (UNAM), la Universidad Autónoma Metropolitana (UAM), Herman Hesse Claustro de Sor Juana, el Instituto Nacional de Bellas Artes y Literatura (INBAL) y Péndulo. En 1992, recibió la Medalla al Mérito Académico otorgada por la UNAM.
Su trabajo periodístico abarca entrevistas, reseñas, crónicas, artículos y ensayos, publicados en más de un centenar de periódicos y revistas nacionales e internacionales. Además, ha coordinado investigaciones y ediciones de diversas publicaciones para UNICEF México. En el ámbito artístico, ha colaborado en la creación de veinticinco libros de arte-objeto junto a distintos artistas plásticos y participó en el video de poesía bilingüe Vuelta al mundo con 80 poetas, producido por la University of Oxford, Ohio, en 2020. En 2022, recibió la investidura de Doctora Honoris Causa.

#### Gestión cultural
Ha colaborado en diversas instituciones culturales, como la Casa del Poeta Ramón López Velarde, la Subsecretaría de Diversidad Cultural de la Secretaría de Cultura del Gobierno de México y el Museo Nacional de Arte (MUNAL). También ha trabajado en la empresa mexicana Konesh Soluciones, desempeñándose en distintos cargos: como coordinadora de comunicación, difusión y prensa; directora general, y directora editorial de Konesh Arte y Cultura. También dirige del Encuentro de Poetas Iberoamericanos, con sede en la Ciudad de México, y Con Versando Revista Iberoamericana de Poesía y Ensayo, y el Laboratorio Hispanoamericano de Poesía.

## Obras

### Poesía
- Vagaluz. Verdehalago, INBA, CONACULTA, México, 1994. (2ª ed., Proyecto Literal, col. Instante Fecundo, 2018). Premio Nacional de Poesía Joven Elías Nandino (1992).[8]
- El espejo de Luzbel. Universidad Autónoma Metropolitana, col. La luna en la escalera, México, 1999. Premio de la Universidad Veracruzana (1994).[9]
- En el reino de la luz y otros poemas. Ateneo Jovellanos, España, 1999. Finalista en el Premio de Poesía Ateneo-Jovellanos[10](1998).
- República. Parentalia Ediciones, México, 2018.[11]
- De la confesión nocturna. Ediciones del Lirio, México, 2021. Finalista en el XL Premio Mundial de Poesía Mística Fernando Rielo (2020).[7][12]
- Poesía reunida (1991-2021). Mastodonte, México, 2022.[1]
- A veces en la vida (Antología, edición bilingüe español-italiano). Traducción de Emilio Coco, Rafaelli Editore, Italia, 2022.
- Natural. Letras de Barro, México, 2022.[8]
- Sobre la tierra. Nueva York Poetry, Nueva York, 2023.[13]
- En esta honda oscuridad. Los libros del perro Editorial. México, 2024. XXI Premio Literario Naji Namaan 2023. Premio de honor.[14]

### Poemas en antologías
- Hacia los flecos del frío. Premio Salvador Gallardo Dávalos, 1992. Contemporáneos. Premio Salvador Gallardo Dávalos 1992-1993, Gobierno del Estado de Aguascalientes/Instituto de Cultura de Aguascalientes, México, 1994.[15]
- Veintiún años. Por ocho centurias, XXI Encuentro de Poetas Iberoamericanos (antología en homenaje a las universidades de Salamanca y San Marcos de Lima, y a los poetas Diego de Torres Villarroel y Alejandro Romualdo). EDIFSA, España, 2018.

### Ensayos
- Desde una silla giratoria. (Sobre Óscar Oliva), Periódico de Poesía, México, 2022.
- La familia poética de Miguel Hernández, La obra de Miguel Hernández desde la visión trasatlántica. IV Conferencia Global de Investigadores Universitarios sobre Temas del Mundo Hispánico, Nueva York, 2022. En conmemoración del 80 aniversario del fallecimiento del poeta Miguel Hernández. Fundación Cultural Miguel Hernández, España, 2022.

### Relatos en antalogías
- La mecedora de sombras, El arte de escribir, SOGEM, México, 1991.[4]
- Zona Cero: 286, premiado por Demac 2018. 19S17 México. Es más la esperanza. Testimonios del sismo 2017.[16]
- Crónica de un padre, una tele y un partido, The Magic of Football, Edición bilingüe: inglés y árabe, Compilación Maen Albayari, Al-Araby Aljadeed, Qatar, 2022.

## Premios y reconocimientos
- Premio de las Letras de Asturias, 2023[14]
- Premio Rey Ocho Venado, 2001[17]
- Pakal de Oro, 2021[10]
- Medalla de Honor Arte, Ciencia, Cultura y Tecnología, 2022[18]